# Gilby Clarke
Gilbert "Gilby" Clarke (* 17. srpna 1962, Cleveland, Ohio) je americký kytarista. Již od dětství jej bavilo hrát na hudební nástroje, kvůli kterým zanedbával školu. Na začátku osmdesátých let působil v popové kapele Candy, která vydala album Whatever Happened To Fun. Poté se stal členem metalové kapely Kill For Thrills.
Nejvíce se ale proslavil během svého tříletého angažmá v kapele Guns N' Roses, kde v listopadu 1991 nahradil kytaristu Izzyho Stradlina. S kapelou se v letech 1991 až 1993 účastnil světového turné s názvem Use Your Illusion Tour a podílel se na nahrávání alba The Spaghetti Incident?.
V roce 1994 nahrál své debutové sólové album Pawnshop Guitar, na kterém se objevilo mnoho jeho přátel včetně všech tehdejších členů Guns N' Roses. Ve stejném roce jej z Guns N' Roses frontman Axl Rose vyhodil a nahradil jej svým přítelem Paulem Tobiasem.
Od té doby vydal Clarke dalších pět sólových alb, Blooze EP, The Hangover, Rubber, 2002's Swag a 99 Live. Spolupracoval také na nahrávání alba skupiny Slash's Snakepit It's Five O'Clock Somewhere a účastnil se turné kapely. Navíc produkoval album skupiny L.A. Guns Shrinking Violet, na kterém se objevil jako hostující hudebník. Gilby také pracoval na albech např. pro Nancy Sinatru či
kapelu The Loveless.
V současnosti se věnuje pouze sólové tvorbě a kapele Kings of Chaos.

## Odchod z Guns N' Roses
Z kapely byl vyhozen Axlem v roce 1994, z důvodu že se s ním kapela špatně rozvíjí. Gilby z toho je špatný dodnes, nicméně vztah mezi ním a Axlem se zlepšil když v roce 2000 vystoupil Axl v písni Dead Flowers na Gilbyho solo koncertě. Gilby také po odchodu v z GN’R hrál se Slashem a Mattem ve Snakepitu.

## Návrat do Guns N' Roses
V roce 2012 byla kapela uvedena do Rock and Roll Hall of Fame. Uvedení bylo bráno jako možnost návratu kapely v staré sestavě, Gilby uveden ale do síně nebyl, nicméně se zúčastnil protože Axl Rose, Izzy Stradlin a Dizzy Reed se odmítli zúčastnit. Zbytek staré party - Slash, Duff McKagan, Steven Adler a Matt Sorum se účastnili a přidali se právě Gilby a zpěvák kapely Alter Bridge na místo Axla - Myles Kennedy.
V rozhovoru v roce 2016 uvedl že reunion kapely je dobrá věc, o pár měsíců později tvrdil že neví zda tomu lze říkat reunion. Gilby se snaží do kapely vrátit, ale to nebude možné pokud se neurovnají vztahy mezi ním a Axlem a Axl bude ochoten obnovit Illusion sestavu.

## Diskografie

### S Candy
- Whatever Happened To Fun (1985)
- Teenage Neon Jungle (2003)

### S Kill for Thrills
- Commercial Suicide (1989)
- Dynamite From Nightmareland (1990)

### S Guns N’Roses
- The Spaghetti Incident? (1993)

### Se Slash's Snakepit
- It's five O'Clock Somewhere (1995)

### S Rock Star Supernova
- Rock Star Supernova (2006)

### Sólová tvorba
- Pawnshop Guitars (1994)
- Blooze EP (1995)
- The Hangover (1997)
- Rubber (1998)
- 99 Live (1999)
- Swag (2002)